# Borgundtunnel
Der Borgundtunnel ist ein einröhriger Straßentunnel zwischen Øygard und Lo in der Kommune Lærdal in der norwegischen Provinz Vestland.
Der Tunnel im Verlauf des Europastraße 16 ist 3053 Meter lang und ersetzt eine schmale, kurvenreiche Strecke.